# بيركهولدرات
البيركهولدرات (الاسم العلمي: Burkholderiaceae) هي فصيلة من البكتيريا تتبع رتبة البيركهولدريات من طائفة المتقلبات البيتا.

## الأجناس
- البيركهولدرية